# 西迪穆罕默德本阿里

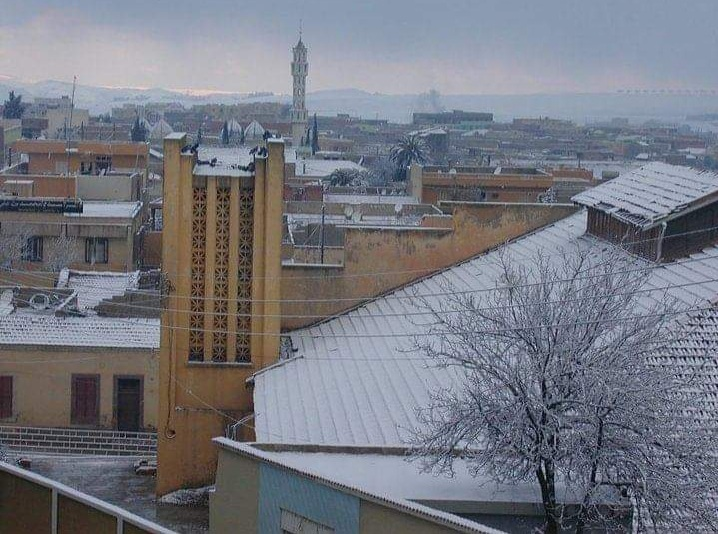
西迪穆罕默德本阿里

36°09′N 0°51′E / 36.150°N 0.850°E
西迪穆罕默德本阿里（阿拉伯语：‎），是阿爾及利亞的城鎮，位於該國西北部，由埃利贊省負責管轄，是西迪穆罕默德本阿里區的首府，面積79平方公里，海拔高度496米，2008年人口20,096人，人口密度每平方公里254人。